# سازمان شیلات ایران
سازمان شیلات ایران سازمانی زیرمجموعه وزارت جهاد کشاورزی است که وظیفه سیاست‌گذاری، برنامه‌ریزی و نظارت برای بهره‌برداری پایدار از ذخایر و منابع آبزی کشور، حفاظت از منابع آبزی و بازسازی مؤثر ذخایر موجود، توسعه مدیریت و نگهداری زیرساخت‌های صیادی و آبزی‌پروری، ارتقاء بهره‌وری منابع و عوامل تولید در آب‌های تحت حاکمیت ایران و همچنین فروش انحصاری خاویار را برعهده دارد.
رئیس این سازمان، معاون وزیر جهاد کشاورزی محسوب می‌شود. همچنین سرهنگ هادی دیده‌ور فرماندهی یگان حفاظت سازمان شیلات کشور را عهده‌دار است.

## تاریخچه
در سال ۱۳۳۲ شرکت شیلات به‌وسیله نخست‌وزیر وقت ایران محمد مصدق ملی و به‌عنوان شرکت شیلات ایران نامگذاری گردید. پس از آن در سال ۱۳۴۶ وزارت منابع طبیعی ایران تأسیس شد و شرکت شیلات زیرمجموعه آن وزارت‌خانه شد. بعدتر و پس از انحلال وزارت منابع طبیعی، اداره این شرکت به وزارت کشاورزی ایران واگذار شد. قانون تشکیل سازمان شیلات ایران که پیش‌تر شرکت سهامی شیلات ایران بود، در اردیبهشت ماه ۱۳۸۳ توسط نمایندگان دوره ششم مجلس شورای اسلامی تصویب و توسط شورای نگهبان تأیید شد و سرانجام از ابتدای سال ۱۳۸۴ به‌صورت مؤسسه دولتی زیرمجموعه وزارت جهاد کشاورزی اداره می‌شود. اساسنامه این سازمان در مرداد ۱۳۸۴ به تصویب هیئت وزیران رسید.

## ساختار داخلی
این سازمان شامل سه معاونت با نام‌های زیر می‌باشد:
- معاونت توسعه آبزی‌پروری
- معاونت صید و بنادر ماهی‌گیری
- معاونت برنامه‌ریزی و توسعه مدیریت

## بخش‌ها و مجموعه‌های مرتبط

### یگان حفاظت
یگان حفاظت منابع آبزی یکی از زیرمجموعه‌های پلیس پیشگیری فرماندهی انتظامی جمهوری اسلامی ایران است که در راستای مبارزه با صید غیرمجاز در سال ۱۳۸۶ رسماً تشکیل شد. این یگان در ۷ استان ساحلی کشور فعال است.